# 巴西尼地区马西伊
巴西尼地区马西伊（法語：Marcilly-en-Bassigny，法語發音：[maʁsiji ɑ̃ basiɲi]）是法国上马恩省的一个市镇，属于朗格勒区。

## 地理
巴西尼地区马西伊（47°53'44"N, 5°31'21"E）面积19.56 平方千米，位于法国大東部大區上马恩省，该省份为法国东北部内陆省份，北起马恩省和默兹省，西接奥布省，西南接科多尔省，东南接上索恩省，东临孚日省。
与巴西尼地区马西伊接壤的市镇（或旧市镇、城区）包括：巴西尼地区昂迪伊、阿尔比尼苏瓦雷讷、巴西尼地区塞勒、上阿芒斯、普莱努瓦、阿芒斯河畔瓦雷讷。

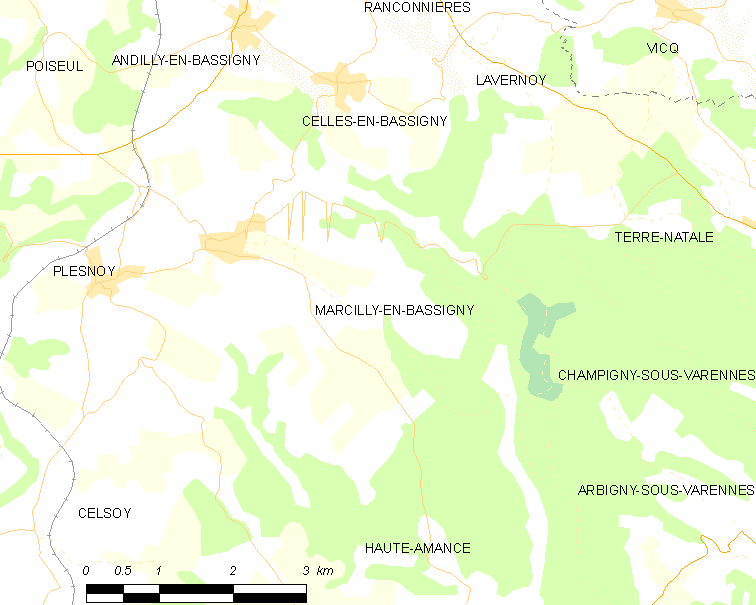
巴西尼地区马西伊的OSM定位图

巴西尼地区马西伊的时区为UTC+01:00、UTC+02:00（夏令时）。

## 行政
巴西尼地区马西伊的邮政编码为52360，INSEE市镇编码为52311。

## 政治
巴西尼地区马西伊所属的省级选区为波旁莱班县。

## 人口

1962-2008年间巴西尼地区马西伊人口变化图示

巴西尼地区马西伊于2022年1月1日时的人口数量为223人。